# Stolpe (Hohen Neuendorf)
Stolpe è una frazione della città tedesca di Hohen Neuendorf, nel Brandeburgo.

## Storia
Stolpe fu nominata per la prima volta nel 1355.

Costituì un comune autonomo fino al 26 ottobre 2003.